# Ellenburg
Ellenburg – miasto w Stanach Zjednoczonych, w stanie Nowy Jork, w hrabstwie Clinton.